# Bottyán Olga

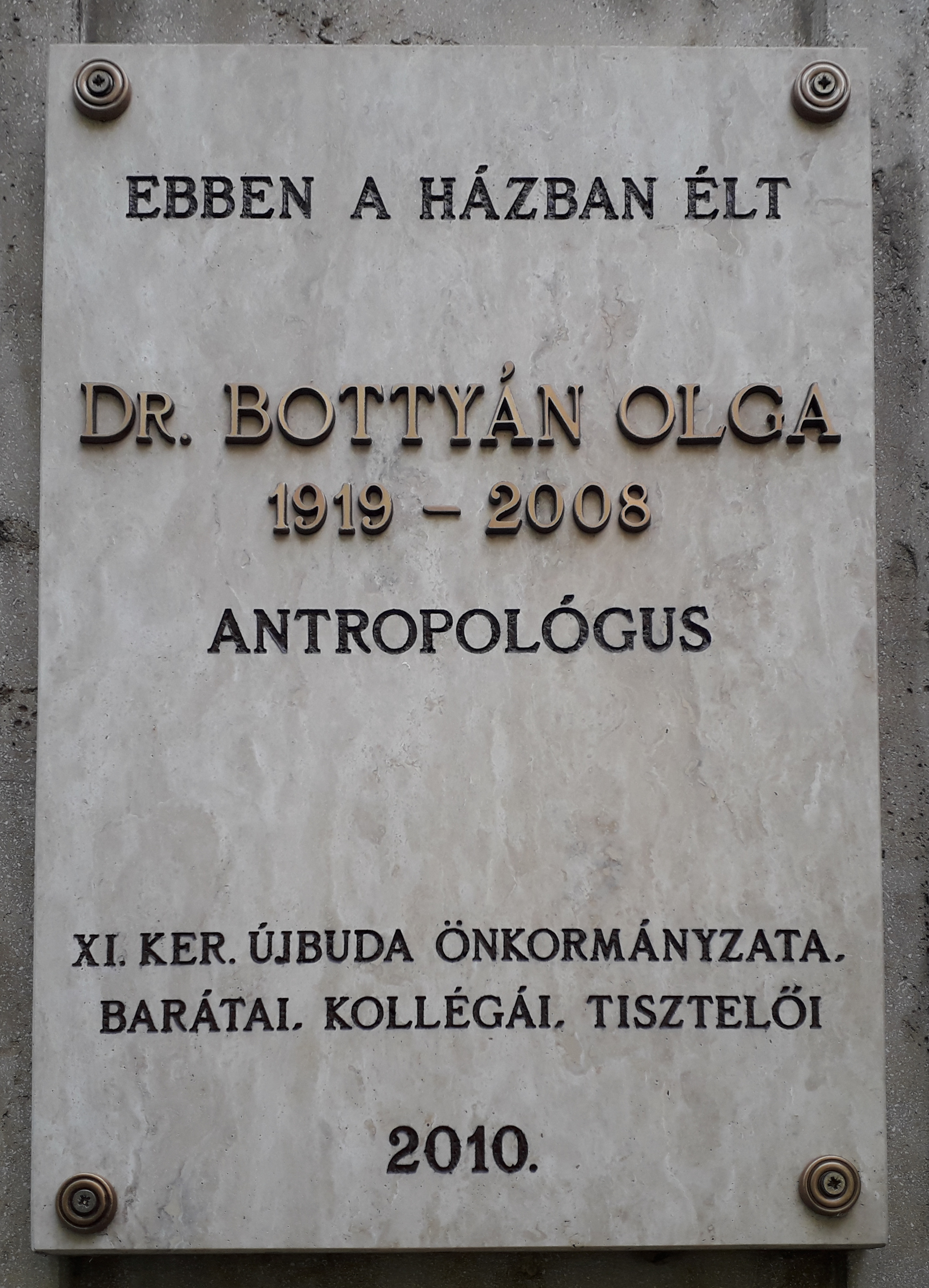
Emléktáblája a Villányi út 24/C alatt

Bottyán Olga Láng Gáborné, L. Bottyán Olga, Láng-Bottyán Olga (Kecskemét, 1919. május 18. – Budapest, 2008. április 28.) magyar antropológus, pedagógus.

## Életpályája

### Diplomaszerzés helye, ideje, szak
- Budapest 1941, Angolkisasszonyok Tanárképző Főiskola
- Budapest 1942, Pázmány Péter Tudományegyetemen, antropológia, etnográfia, történelem és régészet szak

### Posztgraduális tanulmányok
Budapest 1943, Egyetemi doktori Malán Mihálynál,  Szkítakori temetők embertani vizsgálata. Doktori disszertáció. [Anthropologische Untersuchung der Gräberfelder vom Zeitalter der Scyther. Doctoral dissertation.] – Universitas Francisco-Josephina (Kolozsvár) Acta Seminarium Mathematicarum et Naturalium 15: 63 pp. 16 ábra, 7 tábla, 6 táblázat.

### Munkahely, beosztás
1941. szeptember – 1953. június 30. Főállásban általános iskolai tanárként dolgozott, de tovább folytatta tanulmányait is.
1942–43, a Kolozsvári egyetemen gyakornok, majd 1943-44, tudományos kutatási ösztöndíjat kapott a székelyek antropológiai tanulmányozására. Ezek az adatok Kolozsvárott maradtak. 1944, a Honvédelmi Minisztériumban, Budapesten az orvosi-antropológiai csoportban a leventék antropológiai tanulmányozásával bízták meg.
1945, Sopronban általános iskolai tanár.
A második világháborút követően a kommunista rendszer politikai üldöztetései során – ami első férje (Kováts Tibor) kivégzésével járt – alkalmi munkákból kellett megélnie.
1953–1959 között politikai okok miatt Budapesten csak óradíjas nevelői állást tölthetett be.
1953. augusztus 4. – 1953. november 23. Óvónő, Villanyszerelő Vállalat, Budapest VII. Síp. u.
1953. november 24. – 1953. december 7. Óradíjas nevelő, Fővárosi Általános Fiúiskola, Budapest IX. Illatos út 2-4.
1953. december 8 – 1959. szeptember 1. Óradíjas nevelő, Fővárosi Községi Általános Iskola, Budapest X. Sibrik Miklós út 78.
Az 1956-os forradalom utáni politikai enyhülés következtében 1959-től főállású tanárként dolgozhatott. Első antropológiai munkáiban is a gyerekek érésével foglalkozott (humánbiológia).
1959. szeptember 2. – 1965. október 31. Tanár, Fővárosi Községi Általános Iskola, Budapest X. Sibrik Miklós út 78.
A doktori disszertáció megszerzése után közel húsz év telt el a következő antropológiai munkájának megjelenéséig.
1965. november 1. – 1975. február 15. Muzeológus, Természettudományi Múzeum Embertani Tár, Budapest VI. Bajza u. 39.
1975-ben nyugdíjazását kérte.
Nyugdíjas éveiben már nem foglalkozott antropológiával, de még 1988-ig tanított. Ezt az oktatótevékenységét 2006. október 26-án egy Vasoklevéllel ismerte el az Eötvös Loránd Tudományegyetem.
1977. június 7. – 1977. augusztus 12. Technikai munkaerő, Magyar Nemzeti Múzeum, Budapest VIII. Múzeum krt. 14-16.
1977. október 3. – 1977. november 30. Szerződéses tanár, Általános iskola, Budapest XI. Mérnök u. 39.
1977. december 15. – 1978. május 31. Csomagoló, 6. Fővárosi Tanács Gyógyszertári Központja, Budapest XIII. Huba u. 10.
1978. szeptember 18. – 1980. június 15. Napközis nevelő, Petőfi Sándor Általános Iskola, Budapest XI. Albertfalva u. 9-11.
1980. október 15. – 1981. május 31. Tudományos ügyintéző, KSH Népességtudományi Kutató Intézet, Budapest V. Veres Pálné u. 10.
1982. január 25. – 1987. június 30. Napközis nevelő, Általános Iskola, Budapest X. Sibrik Miklós út 66-68.
1987. október 19. – 1987. november 6. Ny. tan. adó, Budapesti Lakásépítő Vállalat, Budapest X. Pongrác út
1988. február. 1. – 1988. április 30. Napközis nevelő, Általános Iskola, Budapest X. Sibrik Miklós út 66-68.

## Antropológiai (embertani) munkássága
Bottyán Olga a 20. századi magyar antropológusok egyike. 1965 és 1975 között dolgozott a Magyar Természettudományi Múzeum Embertani Tárában. Ebben az időszakban számos történeti embertani témájú publikációja jelent meg, de ma élő népességek humánbiológiai vizsgálatával is foglalkozott.

## Művei (válogatás)
- Bottyán O. 1967: Data to the anthropology of the Hun Period population in Hungary. – Annales historico-naturales Musei nationalis hungarici 59: 455–464.
- Bottyán O. 1968: An analysis of the palatal measuring methods. – Annales historico-naturales Musei nationalis hungarici 60: 297–306.
- Bottyán O. 1971: Metrikus és morfológiai vizsgálatok az apertura piriformison. (Metrical and morphological examinations on the piriform aperture.) – Anthropologiai közlemények 15: 61–66.
- Lángné Bottyán O. 1974: A palatum durum variációi a nemi dimorfizmus szempontjából. (Die Variationen des Palatum durum aus dem Gesichtspunkt des sexuellen Dimorphismus.) – Fogorvosi Szemle 67(1): 6–9.
- Lángné Bottyán O.1974: A csontos szájpad (palatum) vizsgálatának eredményei.(Results of examinations of the bony palate.) – Anthropologiai közlemények 18: 29–34.
- Láng-Bottyán O. 1975: Lebensalterwandlungen der Mandibel. – Annales historico-naturales Musei nationalis hungarici 67: 333–342.

### A teljes bibliográfiája
Makra Sz. & Bernert Zs. 2009: Dr. Olga Bottyán (1919–2008): biographical sketch and bibliography. - Annales historico-naturales Musei nationalis hungarici 101: 181-186. 